# Drzycim (Świecie)
Drzycim (deutsch Dritschmin, 1942–1945 Dretz) ist ein Dorf im Powiat Świecki der  polnischen Woiwodschaft Kujawien-Pommern. Es ist Sitz der gleichnamigen Landgemeinde und hatte im Jahr 2011 ca. 1300 Einwohner.

## Geographische Lage
Das Dorf liegt im historischen Westpreußen am Schwarzwasser (Wda), einem linksseitigen Nebenfluss der Weichsel, etwa fünf Kilometer nordwestlich der Stadt Świecie (Schwetz) und zwölf Kilometer südwestlich der Stadt  Nowe (Neuenburg i. Westpr.)

## Geschichte

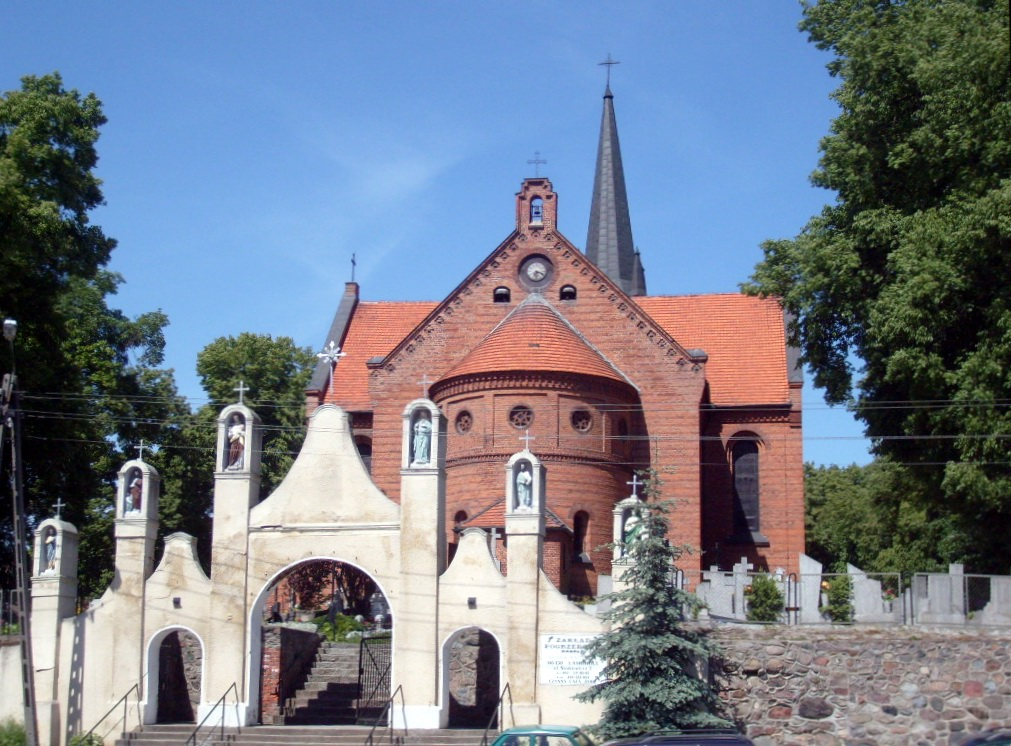
Dorfkirche

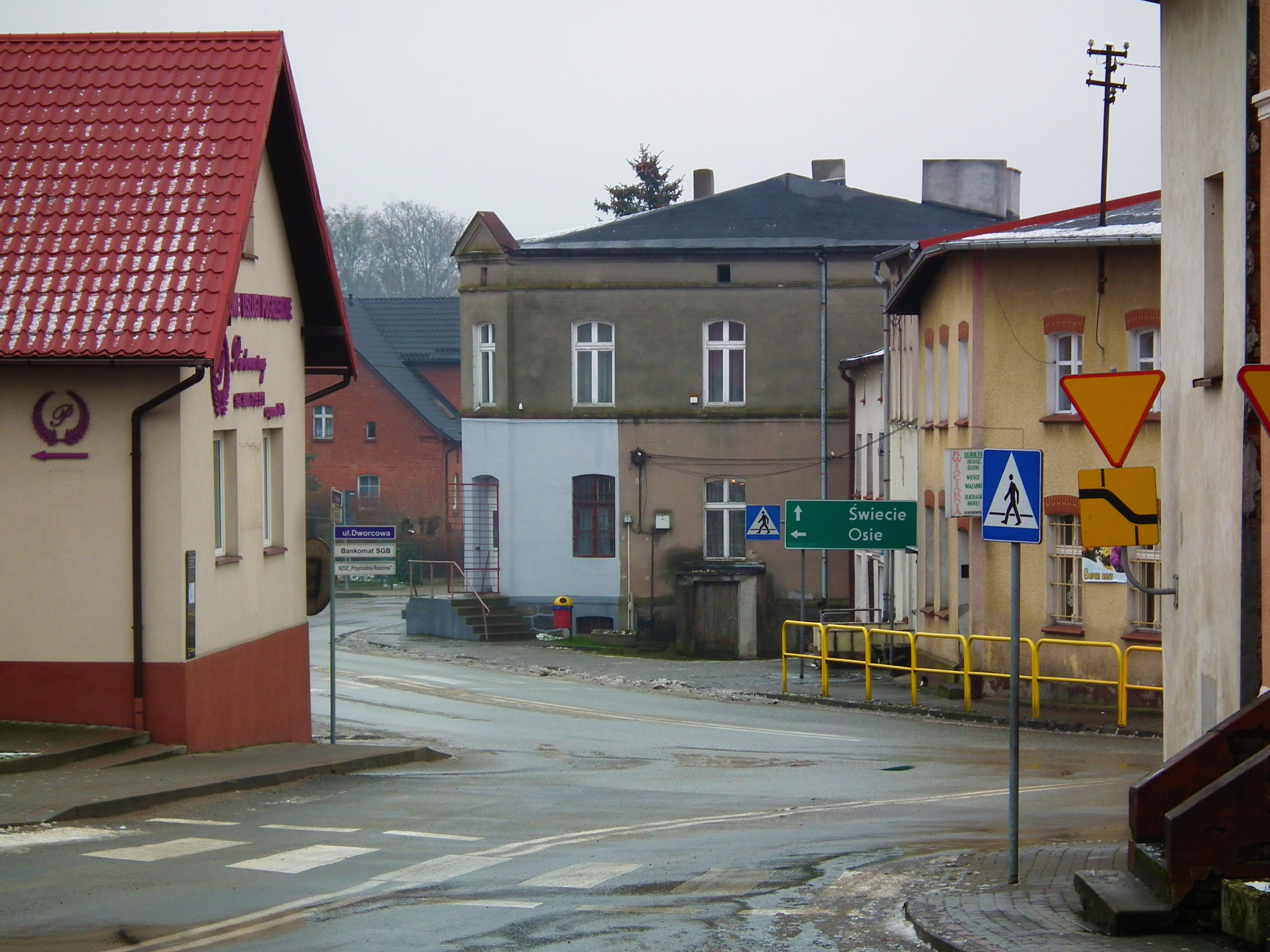
Häuser im Dorfzentrum

Von 1818  bis zum Ende des Ersten Weltkriegs gehörte das Dorf Dritschmin zum Kreis Schwetz im Regierungsbezirk Marienwerder der preußischen Provinz Westpreußen des Deutschen Reichs. Aufgrund der Bestimmungen des Versailler Vertrags musste das Kreisgebiet mit dem Dorf 1920 zum Zweck der Einrichtung des Polnischen Korridors an die Zweite Polnische Republik abgetreten werden.
Während des Zweiten Weltkriegs war die Region mit dem Dorf von der deutschen Wehrmacht besetzt und gehörte seit 1939 völkerrechtswidrig zum Reichsgau Danzig-Westpreußen im Regierungsbezirk Bromberg. Soweit die deutschen Einwohner nicht vor Kriegsende geflohen waren, wurden sie nach 1945 vertrieben.

### Demographie
| Jahr | Einwohnerzahl | Anmerkungen |
| ---- | ------------- | --- |
| 1676 | 77            | darunter der Schulze und Lehnmänner |
| 1773 | 181           | katholische Bewohner in 48 Haushaltungen (zwei Freischulzen, zwei Lehnmänner, 21 bäuerliche Pächter, ein Handwerker, ein Gewerbetreibender) |
| 1818 | 227           | [ 4 ] |
| 1864 | 432           | davon 56 Evangelische und 367 Katholiken, 47 Privatwohnhäuser                                                                               |
| 1905 | 905           | [ 6 ] |
| 1910 | 1048          | am 1. Dezember, davon 215 Evangelische, 858 Katholiken, zehn Juden, ein Sonstiger (263 mit deutscher und 781 mit polnischer Muttersprache)  |

## Gemeinde
Zur Landgemeinde (gmina wiejska) Drzycim gehören elf Dörfer mit einem Schulzenamt (solectwo).